# Binaire X à faible masse
Une binaire X à faible masse, ou LMXB (de l'anglais Low Mass X-ray Binary), est une étoile binaire rayonnant dans le domaine des rayons X (ce que l'on appelle une binaire X), dont un des deux membres est une étoile à neutrons ou un trou noir et l'autre une étoile de masse « faible ». Elle peut être une étoile de la séquence principale, auquel cas son type spectral est F, G, K, M (éventuellement A), ou alors une naine blanche. Le terme de binaire X à faible masse s'oppose bien sûr à celui de binaire X à forte masse, dont l'étoile est, elle de type spectral O ou B (éventuellement A), et donc plus massive.
Le rayonnement X émis par les binaires X à faible masse provient d'un échange de masse entre l'étoile et l'objet compact. En tombant sur l'objet compact, la masse de l'étoile compagnon forme un disque d'accrétion, est échauffée et rayonne dans le domaine des rayons X.
L'étoile compagnon de l'objet compact étant, dans le cas d'une binaire X à faible masse, peu lumineuse, c'est la luminosité dans le domaine de rayons X qui domine l'émission du système. Celle-ci est 100 à 10 000 fois plus intense dans le domaine X que dans le domaine visible.
Le phénomène d'échange de matière entre l'étoile et l'objet compact a pour conséquence de permettre une importante accélération de la vitesse angulaire de rotation de ce dernier. Dans le cas où celui-ci est une étoile à neutrons, ceci permet de lui conférer une vitesse de rotation extrêmement rapide, avec une période de rotation pouvant descendre à quelques millisecondes. Les binaires X à faible masse sont ainsi considérées comme les lieux où se forment les pulsars millisecondes.
La première source astrophysique de rayons X jamais détectée, Scorpius X-1 (en 1962), était une binaire X à faible masse.

## Caractérisation
Identifier une binaire X à faible masse nécessite soit d'identifier optiquement l'étoile compagnon puis connaître son type spectral par spectroscopie, soit de vérifier que certaines caractéristiques observables du système, par ailleurs trouvées uniquement dans d'autres binaires X, sont présentes. Elles incluent :
- Des sursauts X dit de type I, qui n'ont jamais été vus dans des binaires X à forte masse ;
- Un spectre dans le domaine X (entre 1 keV et 10 keV) qui est doux ;
- Une période orbitale inférieure à 12 heures, car les modèles d'évolution stellaire excluent sauf cas particulier qu'une étoile de type O ou B puisse être suffisamment compacte pour que la période de révolution d'un astre en orbite autour d'elle soit inférieure à cette valeur[2].

## Distribution orbitale
La période orbitale des binaires X à faible masse s'étale entre moins de 12 minutes (pour Sagittarius X-4) et plus de 15 jours. Toute comme les binaires X à forte masse et les variables cataclysmiques, on ne trouve quasiment aucune binaire X à faible masse dont la période orbitale est comprise entre 2 et 3 heures, conséquence de l'absence de mécanisme physique qui permet l'existence de tels systèmes. Il ne semble pas non plus exister de binaires X à faible masse dont la période orbitale est comprise entre 1 et 2 heures.

## Distribution spatiale
Dans la plupart des cas, les binaires X à faible masse sont détectées dans notre propre Galaxie. Certaines sont également détectées au sein des amas globulaires. On observe que ce nombre est étonnamment élevé par rapport à l'étendue de la population stellaire de ces objets. Cet excès de binaires X s'explique par le fait que la densité d'étoiles au sein des amas globulaires est très élevée, et favorise la formation de systèmes binaires suffisamment serrés pour échanger de la masse.

## Courbe de lumière
Le taux d'éclipses observé dans les binaires X à faible masse est faible. Dès 1979, il fut réalisé que ceci est incompatible avec le fait que le disque d'accrétion entourant l'objet compact est un disque fin. Cela prouve que les disques d'accrétion des binaires X à faible masse sont des disques épais. Dans ce cas là, ces disques ont tendance à cacher l'objet compact central quand il est vu par la tranche, mais une émission X est néanmoins visible car elle est diffusée par l'environnement du disque, qui forme une couronne photo-ionisée. Cette hypothèse a été pour la première fois proposée par l'astrophysicien israélien Mordehai Milgrom en 1978, puis confirmée trois ans plus tard par l'analyse de la courbe de lumière de Sagittarius X-7 (V691 CrA).

## Évolution de la période orbitale
La période orbitale d'une binaire X n'est en général pas constante : du fait de l'accrétion de matière, on observe un échange entre le moment cinétique orbital du système et le moment cinétique propre de ses composantes. La variation de la période orbitale de ces systèmes reste cependant difficile à mesurer. D'une part, elle varie relativement lentement à l'échelle humaine (le temps caractéristique de variation est de l'ordre du million d'années), d'autre part, l'émission X de ces systèmes est irrégulière du fait que le processus d'accrétion et celui de perte de masse de l'étoile compagnon sont intrinsèquement irréguliers. Plusieurs systèmes, comme Sagittarius X-4, Herculis X-1, UY Vol ou Sagittarius X-7 montrent une variation de leur période orbitale, soit une augmentation, soit une diminution, mais celles-ci ne sont pas toujours bien comprises.

## Référence
- (en) Walter H. G. Levin, Jan van Paradijs et Edward P. G. van den Heuvel (éditeurs), X-Ray Binaries, Cambridge University Press, 1995, 664 p. (ISBN 0521416841).

## Note
1. ↑  Dans le cas où l'objet compact est une naine blanche, on ne parle plus de binaire X, mais de variable cataclysmique.
2. ↑  Une exception à cette règle existe avec Cygnus X-3, dont la période de révolution est de 4,8 heures mais dont le compagnon est une étoile Wolf-Rayet.
3. ↑  Voir par exemple cours d'Éric Gourgoulhon, « Objets compacts » Voir en ligne.
4. ↑  (en) P. C. Joss & S. Rappaport, Highly compact binary X-ray sources, Astronomy and Astrophysics, 71, 217-220 (1979) Voir en ligne.
5. ↑  (en) Mordehai Milgrom, On the nature of the galactic bulge X-ray sources, Astronomy and Astrophysics, 67, L25-L28 (1978) Voir en ligne.
6. ↑  (en) N. E. White et al., A 5.57 hour modulation of the X-ray flux from 4U 1822-37, The Astrophysical Journal, 247, 994-1002 (1981) Voir en ligne.